# Tombe du Soldat inconnu (Varsovie)
La tombe du soldat inconnu polonais (en polonais : Grób Nieznanego Żołnierza) se trouve à Varsovie, place Pilsudski.
Ce monument rappelle le sacrifice des soldats polonais lors de la Première Guerre mondiale pour l'indépendance de la Pologne. Il a été érigé en 1925, sous un portique, unique vestige de l'ancien Palais Saxon situé à l'extrémité est du Jardin saxon, ancien jardin à l'anglaise du palais de Saxe. Le soldat inhumé est un combattant anonyme défenseur de la ville de Lwow (aujourd'hui en Ukraine).
La tombe du soldat inconnu est gardée par des militaires.
Deux autres tombes de soldat inconnu se trouvent également en Pologne, l'une à Cracovie et l'autre à Łódź.